# David Stott Building
El David Stott Building (más conocido como The Stott) es un rascacielos de estilo art déco situado en el 500 Griswold Street del Downtown de Detroit, Míchigan. Fue completado en 1929. Con 38 pisos y 133 metros de altura, es el trigésimo edificio más alto de la ciudad. Pertenece al Distrito Histórico de Capitol Park.

## Historia
El rascacielos lleva el nombre de David E. Stott, un empresario de origen inglés. Concebida en 1921, la torre fue construida en honor a él a finales de la d̟ecada por la Stott Realty Company.
La construcción comenzó el 1 de junio de 1928 y terminó el 17 de junio de 1929. Su construcción costó 3,5 millones de dólares. Como la Gran Depresión detuvo todas las grandes construcciones en Detroit, The Stott fue el último rascacielos construido en la ciudad hasta mediados de la década de 1950.
El actual propietario es Bedrock Detroit, que a finales de los años 2010 emprendió un proceso de renovación.

## Arquitectura
La torre tiene 38 pisos de altura, con tres pisos adicionales debajo del nivel de la calle. Cuando fue inaugurada, era el cuarto edificio más alto del centro de Detroit. Fue diseñada por el arquitecto John M. Donaldson de Donaldson y Meier en el estilo art déco.
La fachada se caracteriza por un fuerte sentido de verticalidad, un aspecto en el que The Stott está profundamente influenciado por el diseño de la Chicago Tribune Tower de Eliel Saarinen (que no se construyó). La verticalidad se destaca por la casi ausencia de ornamentación y por una huella relativamente pequeña que produce un perfil delgado.
Se eleva a partir de una base de granito rojizo e incorpora ladrillos de color beige, mármol (en los primeros tres pisos de la calle) y piedra caliza como materiales de superficie. Al igual que muchos de los otros edificios de Detroit de la época, cuenta con escultura arquitectónica de Corrado Parducci.
La fachada retrocede desde el piso 23 hacia arriba. La cumbre escalonada de la torre está brillantemente iluminada con luces en cada fachada y complementa el Westin Book Cadillac Hotel, en el centro de la ciudad. The Stott es vecino del 1001 Woodward al sureste. 
SkyBar Detroit abrió en 2011 en el piso 33, pero cerró en 2015 después de que el edificio fue adquirido por Bedrock.

## Galería

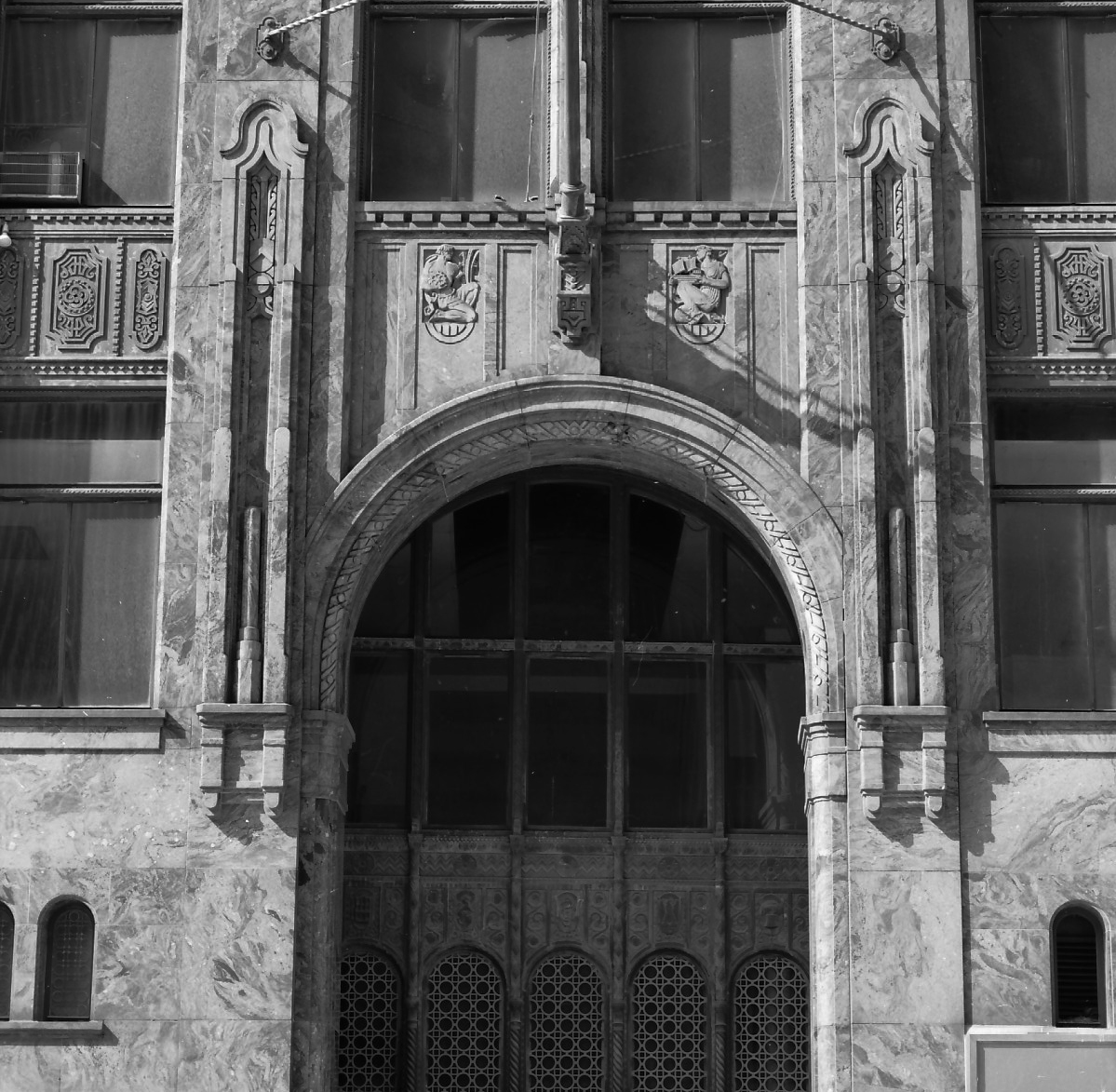
Esculturas de  Parducci
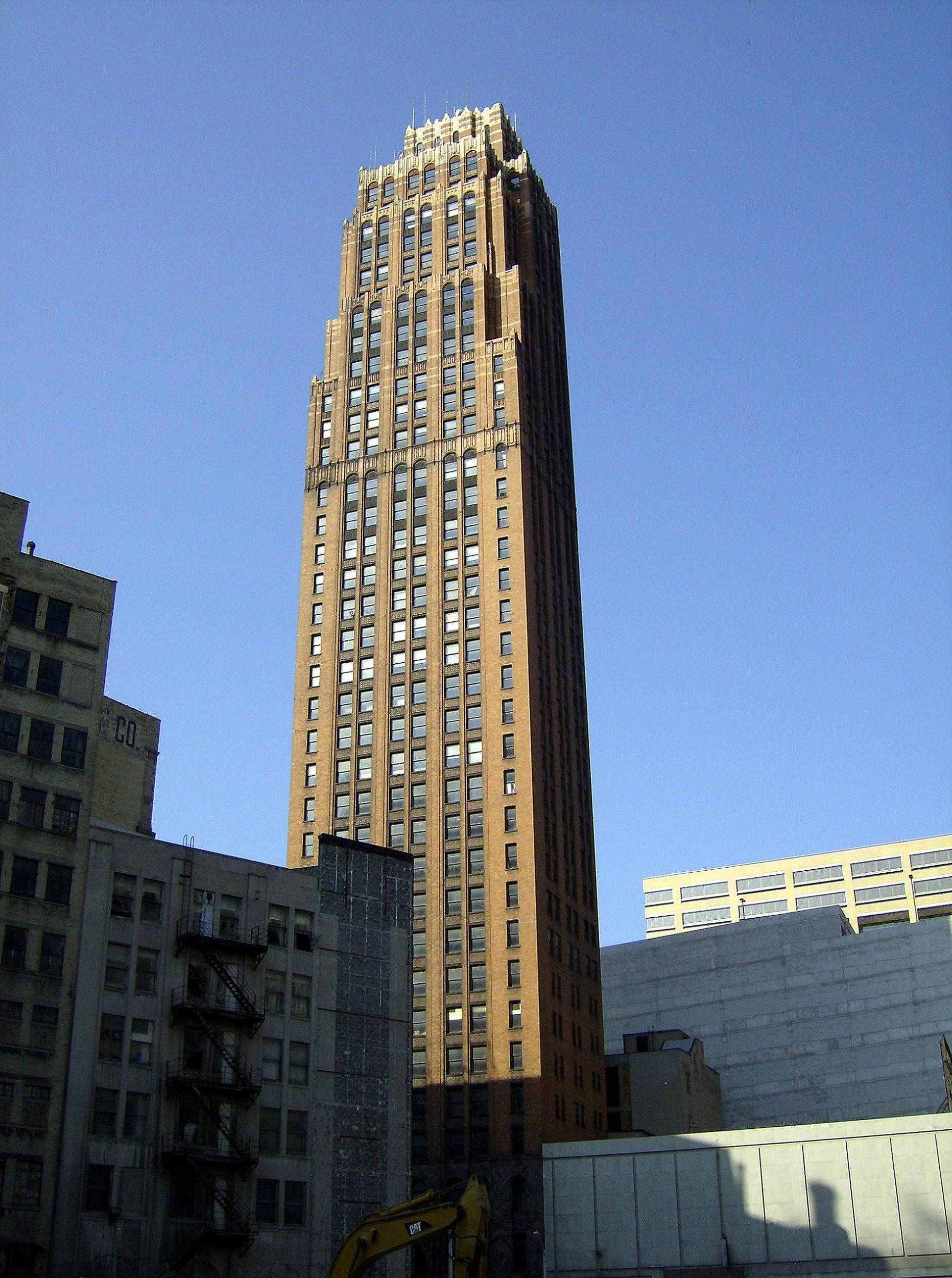
Vista desde la calle
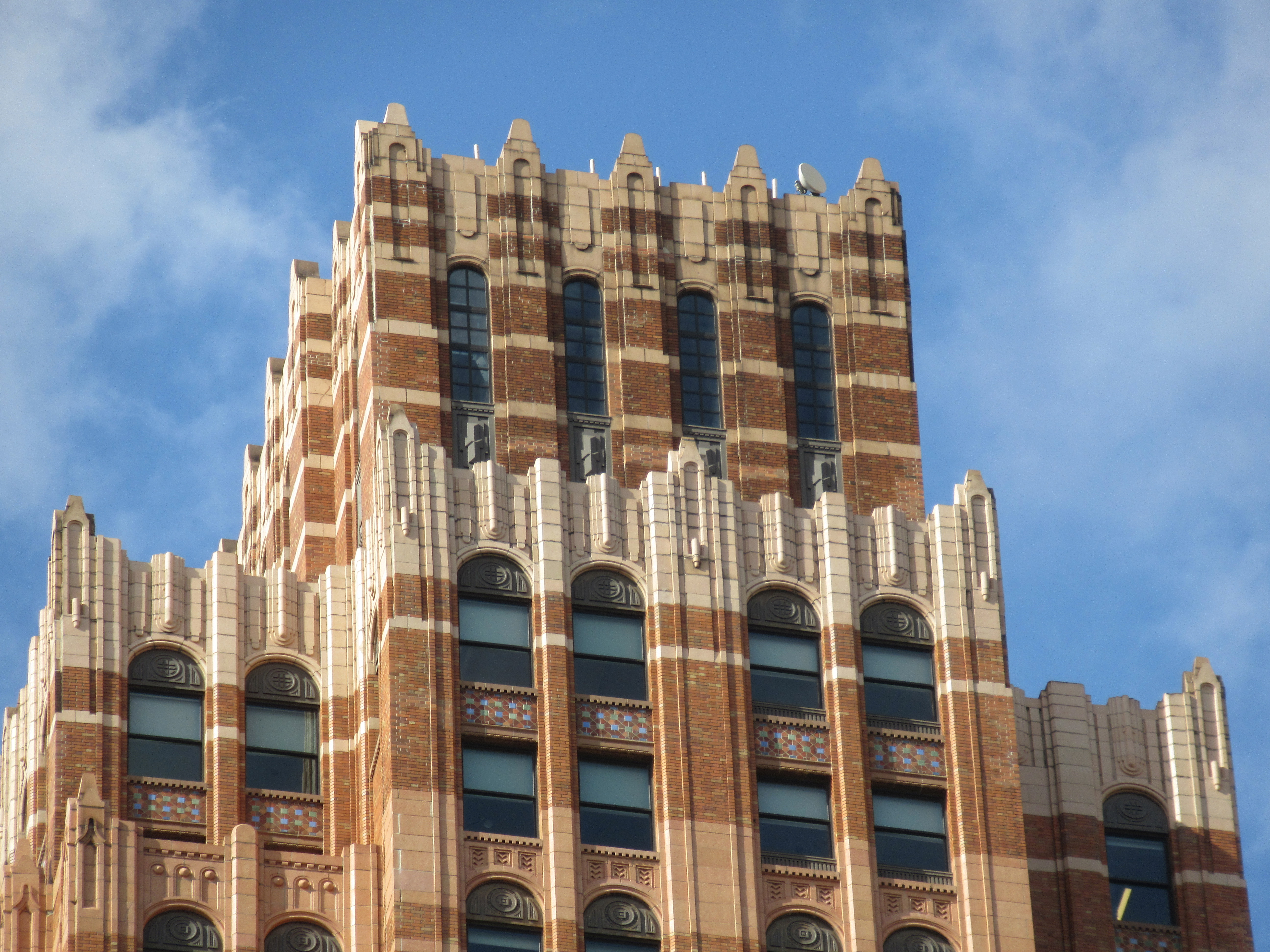
Parte superior
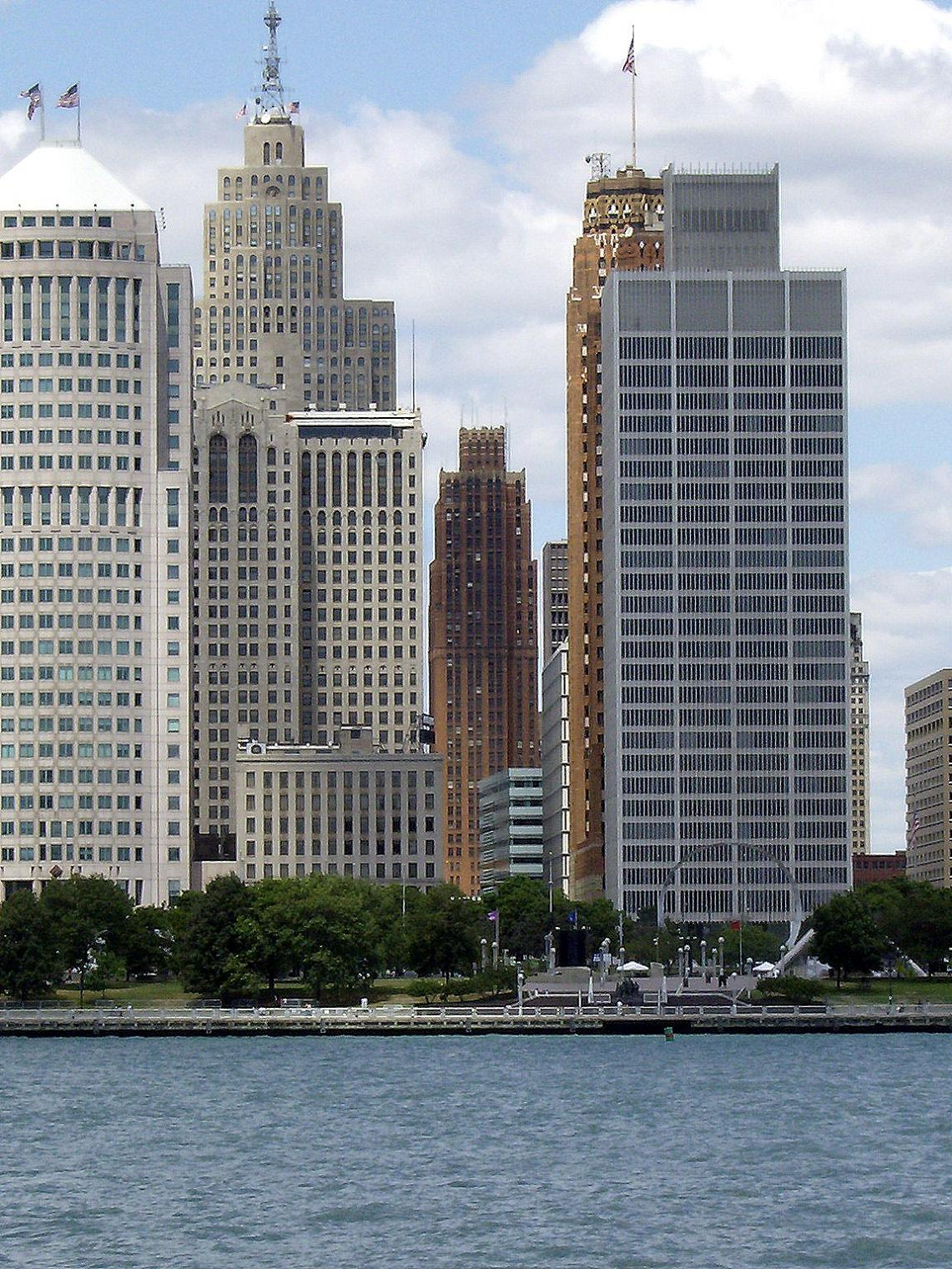
En el skyline del Downtown
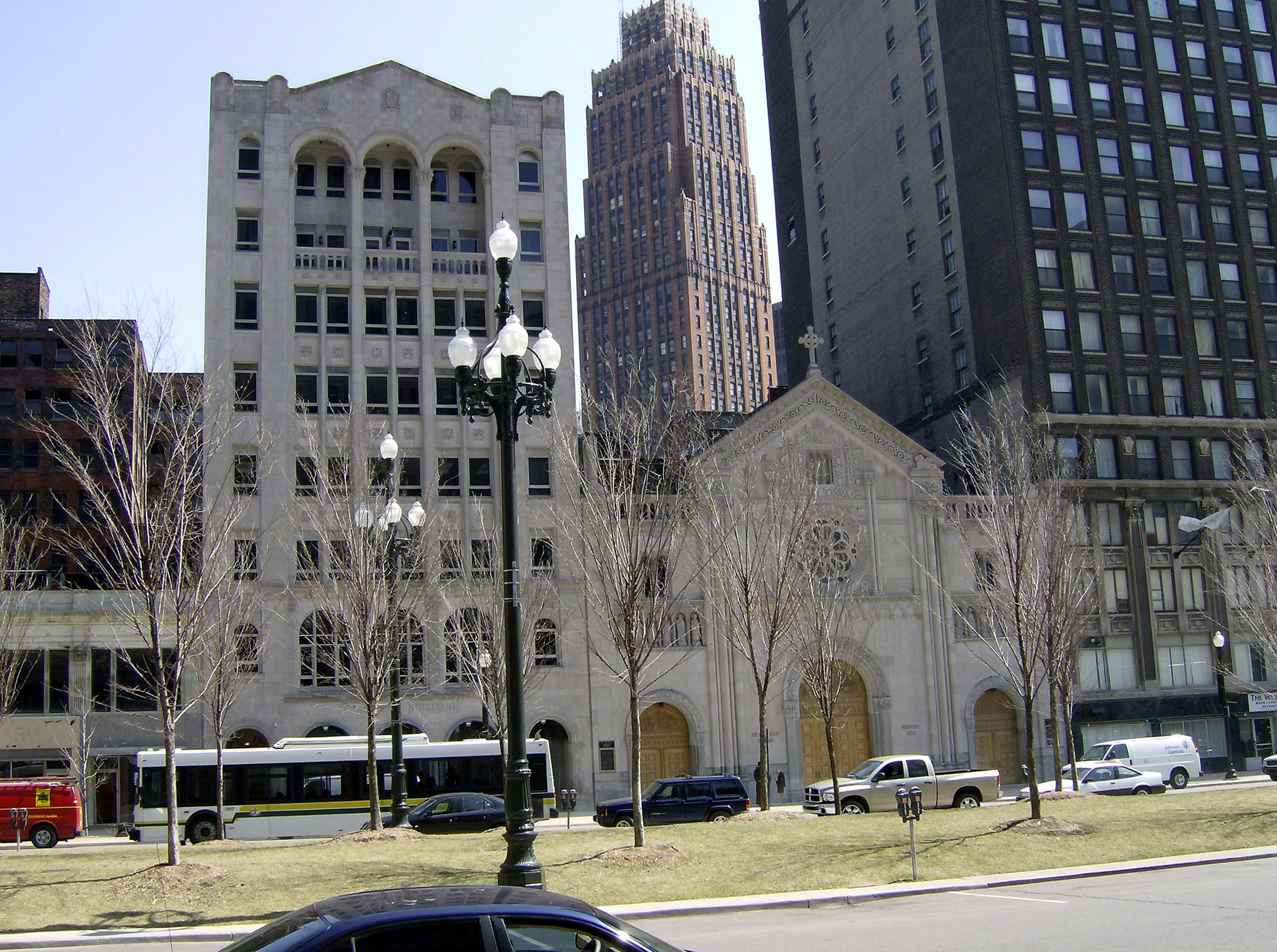
Desde el Boulevard Washington